# Миладићи
Миладићи је насељено мјесто у општини Челић, Босна и Херцеговина.

## Историја
До рата је ово насеље било у саставу општине Лопаре.

## Становништво
|             | 2013.       | 1991.        | 1981.        | 1971.        |
| Укупно      | 65 (100,0%) | 302 (100,0%) | 300 (100,0%) | 327 (100,0%) |
| Срби        | 40 (61,54%) | 289 (95,70%) | 296 (98,67%) | 325 (99,39%) |
| Бошњаци     | 24 (36,92%) | –            | 4 (1,333%)1  | –            |
| Неизјашњени | 1 (1,538%)  | –            | –            | –            |
| Југословени | –           | 12 (3,974%)  | –            | –            |
| Хрвати      | –           | 1 (0,331%)   | –            | 1 (0,306%)   |
| Остали      | –           | –            | –            | 1 (0,306%)   |

1. 1 На пописима од 1971. до 1991. Бошњаци су пописивани углавном као Муслимани.